# Albert Lebourg

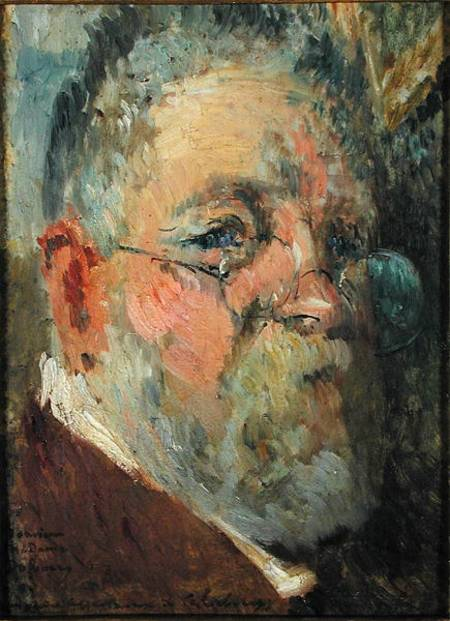
Självporträtt av Lebourg.

Albert Lebourg, född 1 februari 1849, död 6 januari 1928, var en fransk målare.
Lebourg stod i sitt målningssätt impressionismen nära. Hans talrika landskapsstudier med motiv bland annat från Île-de-France och Normandie, kännetecknas av fin naturuppfattning, särskilt känsligt återger han det atmosfäriska. Lebourg är representerad vid bland annat Göteborgs konstmuseum.